# Philip Van Doren Stern
Philip Van Doren Stern (Wyalusing, 10 settembre 1900 – Sarasota, 31 luglio 1984) è stato uno scrittore, storico e editore statunitense.

## Biografia
Nato da padre mercante in una famiglia di umili origini, è cresciuto tra Brooklyn e il New Jersey, laureandosi alla Rutgers University.
Dopo gli studi, divenne presto noto per la sua attività di ricerca sulla guerra di secessione americana, riguardo alla quale pubblicò circa 40 libri definiti spesso dal New York Times «autorevoli» e «ampiamente rispettati dagli studiosi».
Durante la sua attività di storico, preceduta da esperienze lavorative come designer e direttore editoriale, ebbe occasione anche di raccogliere scritti, racconti e lettere di Abraham Lincoln, Edgar Allan Poe ed Henry David Thoreau.
Oggi è ricordato per lo più per aver scritto, nel 1943, il racconto The Greatest Gift che nel 1946 avrebbe ispirato la produzione del film La vita è meravigliosa di Frank Capra.

## Opere principali
- An End to Valor: The Last Days of the Civil War (1958)
- The Case of The Thing in the Brook, firmato con lo pseudonimo di Peter Storme (1941)
- Prehistoric Europe: From Stone Age Man to the Early Greeks
- A Pictorial History of the American Automobile, 1903-1953
- Edgar Allan Poe, Visitor from the Night of Time (1973)
- When the Guns Roared (1965)
- They Were There (1959)
- Soldier Life in the Union and Confederate Armies (1961)
- Henry David Thoreau: Writer and Rebel (1972)
- The Life and Writings of Abraham Lincoln
- Secret Missions of the Civil War
- The Man Who Killed Lincoln: The Story of John Wilkes Booth (1939)
- The Annotated Walden: Walden; or, Life in the Woods by Henry David Thoreau
- The Secret Service of the Confederate States in Europe: or, How the Confederate Cruisers Were Equipped
- The Annotated Uncle Tom's Cabin (1964)
- Robert E. Lee, The Man and the Soldier; A Pictorial Biography
- The Confederate Navy: A Pictorial History
- The Greatest Gift
- Tin Lizzie : The Story of the Fabulous Model T Ford
- The Portable Poe (1945)